# Base des Forces canadiennes Shilo
La base des Forces canadiennes (BFC) Shilo est une base opérationnelle et d'entraînement des Forces canadiennes située à 35 km à l'est de Brandon au Manitoba. La base est aussi désignée en tant que groupe de soutien de secteur (GSS) pour la région du sud-ouest manitobain.

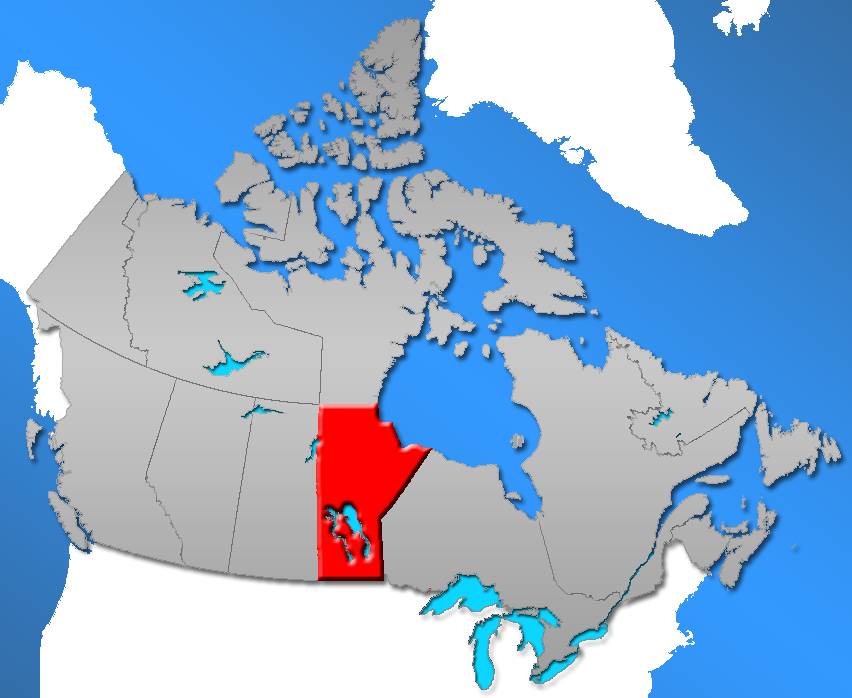
La base se trouve au Manitoba

## Histoire, caractéristiques et opérations

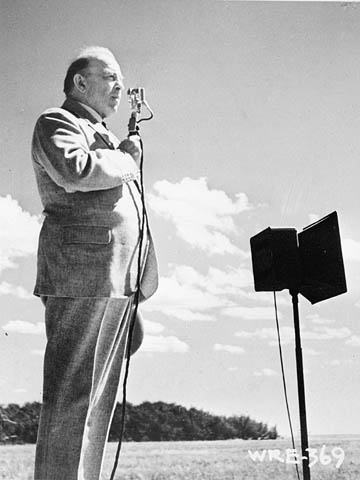
Le Premier ministre du Canada William Lyon Mackenzie King s'adresse aux soldats à la Base des Forces canadiennes Shilo

La BFC Shilo est un camp d'entraînement depuis 1910,, et a connu un élargissement de ses activités après la Première Guerre mondiale. En 1942, l'entraînement pour le 1er bataillon de parachutiste du Canada fut transféré à Shilo depuis Fort Benning en Géorgie aux États-Unis. La BFC Shilo emploie environ 1 400 militaires en plus de 450 civils.
La base est située dans un environnement particulièrement adapté aux opérations d'entraînement : les collines sont idéales pour l'entraînement de tir sur cible cachée et la composition du sol, gravier et sable, pour l'entraînement d'artillerie et autres munitions.
Les troupes norvégiennes, danoises, néerlandaises et britanniques ont utilisés les installations d'entraînement canadiennes en vertu de la Loi sur les forces en visite et de l'Accord sur le statut des forces de l'OTAN.
L'Allemagne de l'ouest y stationne une bataillon blindée d'environ 700 militaires de 1974 à 1999 (a l'origine équipé de 45 chars Leopard I et 14 obusiers automoteurs M109) pendant des périodes de trois semaines entre mai et novembre de chaque année. Autrement dit, quelque 5 600 soldats de la Heer (Bundeswehr) s’entraîne à Shilo chaque année.
Durant la guerre froide, il abrite à partir des années 1960 le siège central du gouvernement d'urgence du Manitoba dans un abri antiatomique pouvant accueillir 300 personnes.

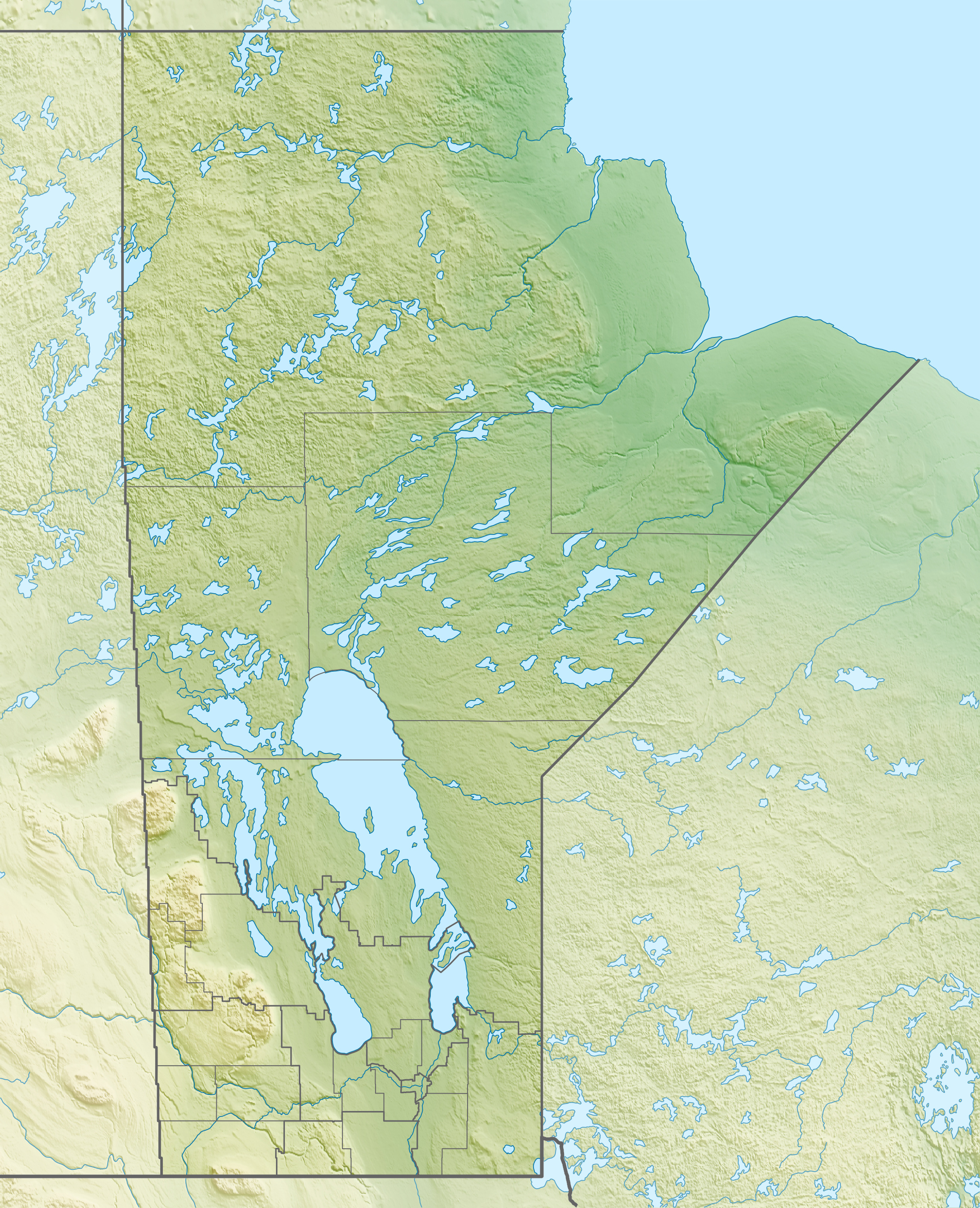
Le relief de la région où se trouve la base est idéal pour les besoins militaires.

## Unités
La Base des Forces canadiennes Shilo abrite 2 unité du 1er Groupe-brigade mécanisé du Canada, :
- 1er Regiment, Royal Canadian Horse Artillery[9],[10]
- 2e Bataillon, Princess Patricia’s Canadian Light Infantry (2 PPCLI)[11],[12]

Aussi, la Base des Forces canadiennes Shilo abrite :
- Régiment royal de l'Artillerie canadienne[13]
- Centre d'instruction de la 3e Division du Canada Compagnie C Shilo[14],[15]
- Centre d'Entraînement du Secteur de l'Ouest de la Force terrestre[16]
- 26e Régiment d’artillerie de campagne, Artillerie royale canadienne[17]
- L’unité de réserve de Brandon de l’Artillerie royale canadienne[7]
- 38e Groupe-Brigade du Canada[18]
- 3e Division du Canada - Ouest canadien (unités de support)[19] dont :
  - 731e Escadron des transmissions[20].

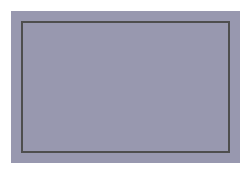
3e Division du Canada
2e Bataillon, Princess Patricia's Canadian Light Infantry
1er Groupe-brigade mécanisé du Canada

## Démographie
| 2011  | 2016  |
| ----- | ----- |
| 1 421 | 1 419 |

## Faits économiques
- La Base des Forces canadiennes Shilo dépense 105 millions de dollars en salaires et en achats locaux chaque année[22].
- Les coûts d'exploitation sont de 10,4 millions $ par année[2].

## Musée de l’Artillerie royale canadienne
Le Musée de l’Artillerie royale canadienne est le seul musée au monde qui vise à faire connaître l’histoire des artilleurs canadiens qui ont servi le Canada depuis 1855. Établit en 1962 à la Base des Forces canadiennes Shilo, au Manitoba, afin de préserver et d’interpréter ce patrimoine historique, la collection amassée par le musée est devenue d'importance nationale. Elle compte entre autres plus de 65 000 artefacts, dont plus de 150 pièces d’artillerie et véhicules.

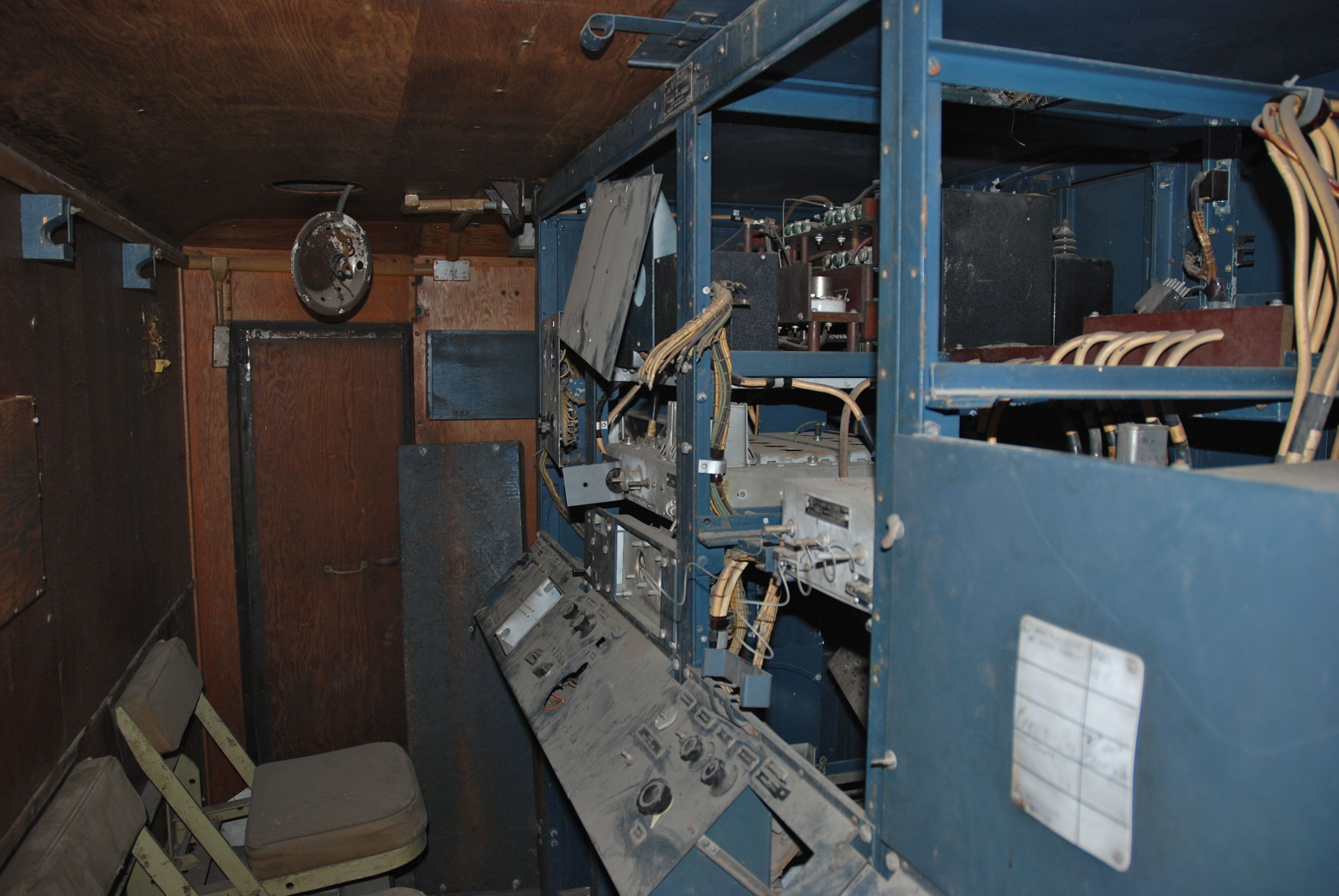
Intérieur des restes non-restaurés d'un radar du musée.

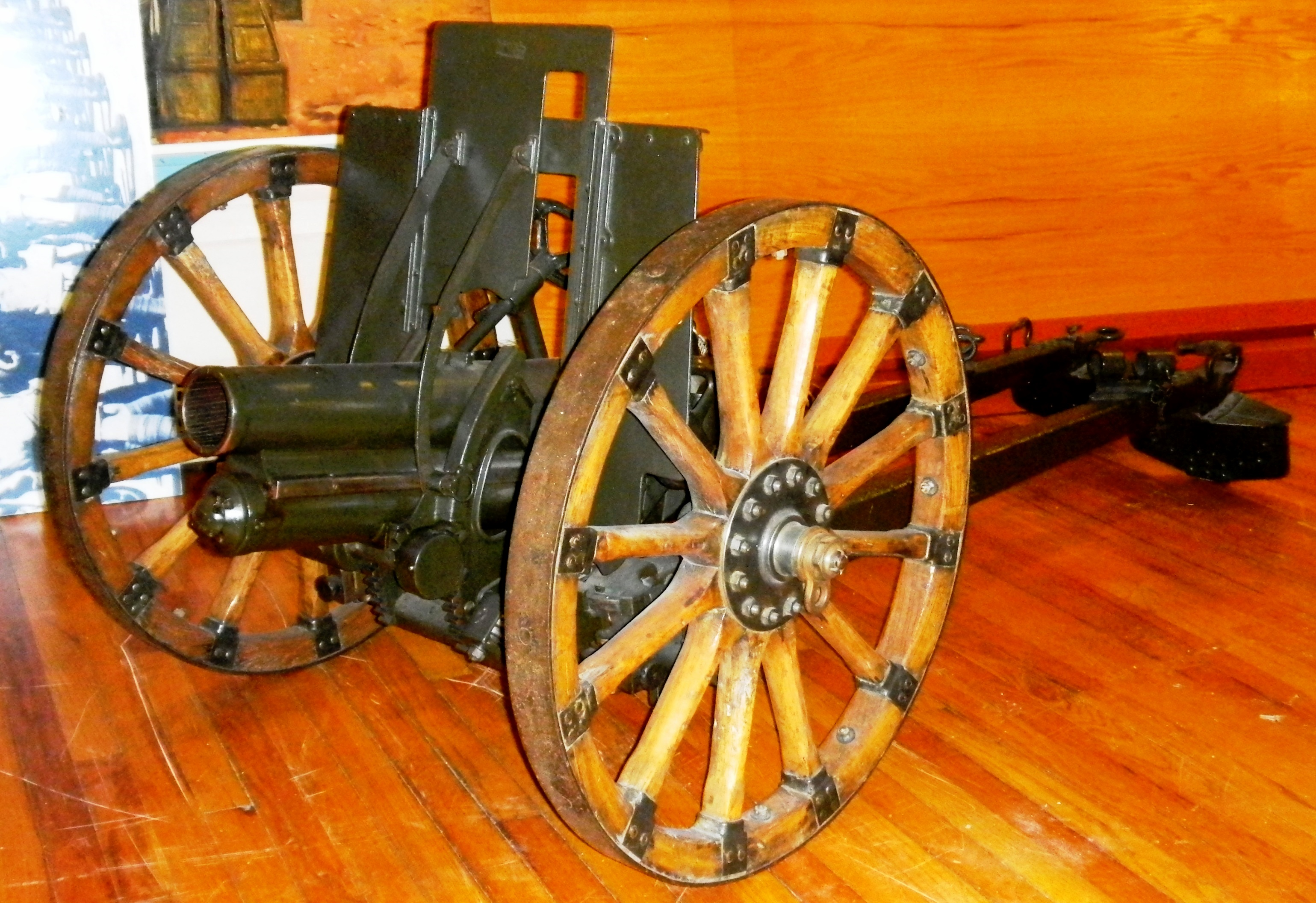
Arme japonaise appartenant au musée.